# محوطه خرابه‌های زرجاب
محوطه خرابه‌های زرجاب مربوط به دوران‌های تاریخی پس از اسلام است و در شهرستان آبیک، بخش مرکزی، روستای قزقلعه واقع شده و این اثر در تاریخ ۲۲ مرداد ۱۳۸۴ با شمارهٔ ثبت ۱۳۲۶۷ به‌عنوان یکی از آثار ملی ایران به ثبت رسیده است.